# 楊卓然
楊卓然（？年—？年），字自立，號芝先，湖广辰州府泸溪县人。明末政治人物。

## 生平
天啓四年（1624年）甲子科湖广乡试舉人，崇祯四年（1631年）辛未科进士。通政司观政，授杭州府推官，七年拾遗，八年起补太湖县知县，十二年升工部屯田司主事，十三年改兵部职方司主事。杨嗣昌督師湖广，用为监军，于潜山、太湖招抚革里眼、贺一龙等革左五营。不久五营复叛，被革职罢归。
南明弘光时，起为河南提学副使，改枢密副使。明亡后流寓扬州，忧郁而卒。